# Prinses Amaliabrug (Amsterdam)
De Prinses Amaliabrug is een kunstwerk in Amsterdam Nieuw-West.
De gemeente Amsterdam heeft in 2016 in Uitwerkingsplan Zuidwestoever van de Sloterplas bepaald dat er een brug voor voetgangers moest komen over de Osdorpergracht en had al direct een naam paraat. De brug zou gelegd worden tussen wijk Torenwijck en een landtong (genaamd Landtong) aan Meer en Vaart die ter plaatse dient als westelijke kade van het meer. Een van de redenen voor aanleg is dat Meer en Vaart, dan al een belangrijke verkeersader, een nog belangrijkere functie krijgt voor het verkeer in noord-zuidrichting, onder meer door de toevoeging van de, in de middenberm rijdende, Westtangent. Om voetgangers en hardlopers aldaar een rustigere route te geven in het zogenaamde Rondje Sloterplas, werd deze voetbrug aangelegd, die voor genoemde verkeersdeelnemers een alternatief vormt voor drukke verkeersbrug 753 over de gracht.
Er werd door een aantal buurtbewoners een rechtszaak aangespannen die doorliep tot de Afdeling bestuursrechtspraak van de Raad van State. Zij verklaarden dat zij in hun ogen onvoldoende inspraak hadden in uitvoer en plaats van de brug; de ABRvS verklaarde dat in april 2018 ongegrond. Op 18 september 2018 kon worden begonnen met de bouw, die in november werd afgerond. De brug werd naar een ontwerp van architectenbureau O2 Studio door Haasnoot Bruggen in Rijnsburg in een fabriekshal in elkaar gezet en vervolgens naar haar plaats vervoerd. De brug kreeg een slank uiterlijk en heeft een lichte welving. De kleuren en constructie van de brug laten de brug, aldus het architectenbureau, opgaan in haar omgeving. ’s Nachts brandt led-verlichting die is verwerkt in de brugconstructie.
Meerdere overheden vernoemden bruggen naar Catharina-Amalia der Nederlanden. Waaronder de Amaliabrug in de N451 bij Waddinxveen en de Prinses Amaliabrug in de N246 bij Westknollendam. Amsterdam kent in Zuid ook het Prinses Amaliaplein. 

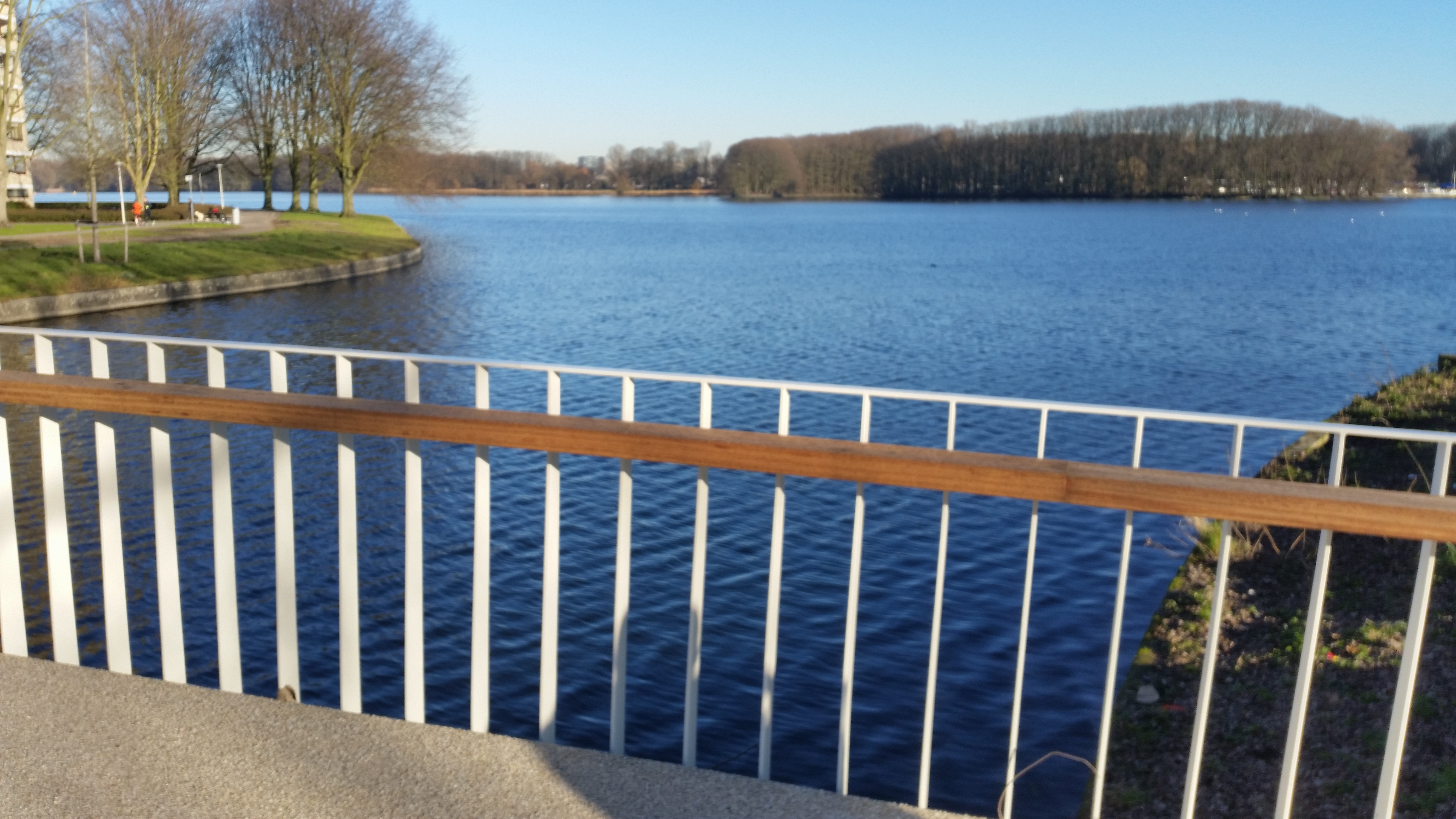
Uitzicht over de brug naar de Sloterplas, februari 2019